# Gyár és Ucca
Gyár és Ucca (így!) – politikai és gazdasági szemle, a 2. számtól kezdve „Független politikai és gazdasági hetilap” alcímmel. Kolozsvárt jelent meg Gyárfás Endre szerkesztésében. Az 1932. december 1-jén indult lapból 1933 januárjáig mindössze négy szám ismeretes (I/1, 2, 3 és II/l). 1933 februárjában betiltották.
Mint az illegális Román Kommunista Párt (RKP) legális sajtóterméke a fasizmus előtörésének időszakában a dolgozók minden rétegének politikai, gazdasági és társadalmi összefogását tűzte ki célul, s a munkáslevelezők hálózatának kiépítésével a kollektív szerkesztés elvét igyekezett érvényesíteni. Szemben állott a hazai és nemzetközi szociáldemokráciával; támadta a polgári-földesúri kormányzat ama közigazgatási intézkedéseit, amelyekkel a gazdasági válság terhét a kisemberek vállára hárította; magyarországi helyzetképek közlésével tudatosította olvasóiban a Horthy-rendszer népellenes voltát; figyelmeztetett az imperialista nagyhatalmak háborús készülődéseire; színes riportokban népszerűsítette a szocializmust építő Szovjetunió eredményeit.
Az „erdélyi tiszta munkássajtó” megteremtésének törekvését tükrözte a szemle művelődési és irodalmi anyaga is. Teret biztosított az értelmiség sajátos problémáinak, beszámolt a Munkássegély különböző rendezvényeiről; minden szám tartalmazott egy-egy könnyen előadható szavalókórus-szöveget; szemelvényeket közölt Ifjabb Kubán Endre Ismeretlen Erdély c. riportkönyvéből, s megkezdte Nagy István Semleges Víg Péter c. elbeszélésének közreadását (összesen két folytatást).
Fotókópiáját az RSZK Akadémiájának Könyvtára Kolozsvárt 73. szám alatt őrzi.